# Список держав та територій з обмеженим визнанням

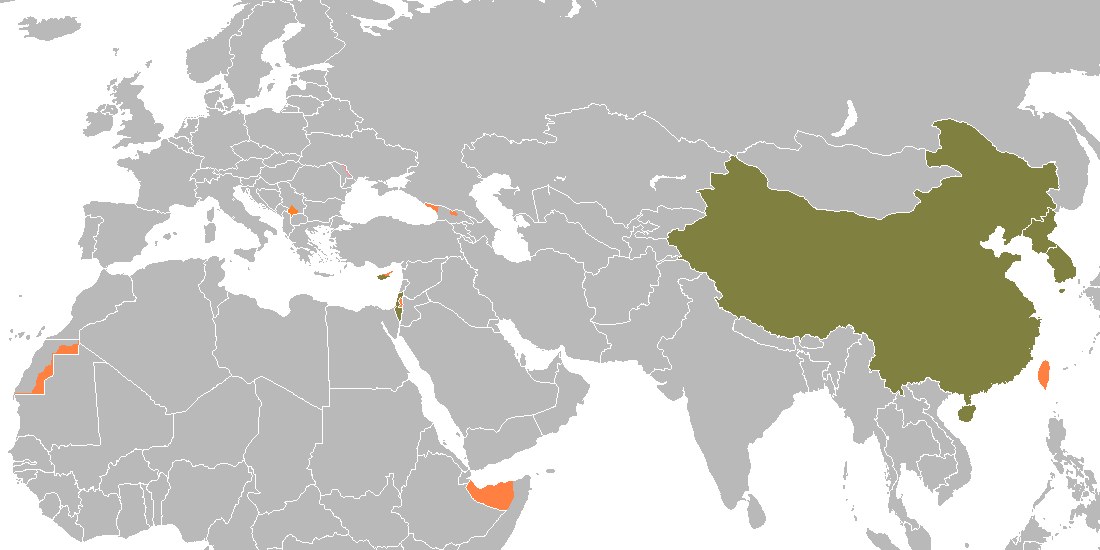
Не визнані жодною державою
Визнані лише не членами ООН
Не члени ООН, визнані принаймні одним членом ООН
Члени ООН, не визнані, принаймні, одним членом ООН

Неви́знані держа́ви — світові геополітичні утворення, які не мають загального міжнародного визнання, але фактично більшою чи меншою мірою є суверенними країнами.
Більшість таких держав являють собою субнаціональні регіони, які відокремились від своїх держав. Деякі з них користуються військовою, економічною, політичною та часто неформальною дипломатичною підтримкою третіх країн, зацікавлених у їхньому існуванні.

## Сучасні невизнані держави

### Члени ООН, не визнані, принаймні, одним членом ООН
Перелічені країни визнані більшістю держав світу. Всі вони, окрім Святого Престолу, є членами ООН. Вони підтримують дипломатичні зв'язки з більшістю світових держав, однак офіційно не визнані декотрими країнами.
- Ізраїль — не визнаний 28 членами ООН та Палестинською Державою[1].
- КНР — 13 членів ООН та Ватикан не визнали КНР та вважають Китайську Республіку єдиним легітимним урядом Китаю[2].
- Північна Корея — не визнана 7 членами ООН, а також Республікою Китай та Ватиканом.
- Вірменія — не визнана Пакистаном[3][4].
- Кіпр — не визнаний Туреччиною[5][6][7][8].
- Південна Корея — не визнана Північною Кореєю[9][10].

### Не члени ООН, визнані принаймні одним членом ООН
Тут вказані утворення, які лише частково визнані загалом інших країн-членів ООН. 
| Назва                        | Проголошення | Статус | Незгідні                                                          | Посилання            |
| ---------------------------- | ------------ | --- | ----------------------------------------------------------------- | -------------------- |
| Республіка Китай             | 1911         | Контролює Тайвань та кілька інших дрібних островів з часу своєї поразки у громадянській війні в Китаї у 1949, у 1971 втратила місце в ООН (на користь Китайської Народної Республіки) і зараз офіційно визнана 13 країнами членами ООН та Ватиканом. | КНР вважає Тайвань своєю суверенною територією.                   |                      |
| Західна Сахара               | 1976         | Перебуває під адміністрацією Марокко з 1976, коли Іспанія полишила її територію. Частину Західної Сахари контролює Арабська Демократична Республіка Сахраві, яка була проголошена у 1976 Фронтом Полісаріо. Питання про суверенний статус Західної Сахари лишається невирішеним. Кероване ООН припинення вогню діє з вересня 1991. Західна Сахара міститься також у виданому ООН переліку територій, які перебувають під зовнішнім керуванням. Офіційно визнана 44 країнами членами ООН та Південною Осетією, є повноправним членом Африканського Союзу. | Марокко вважає Західну Сахару своєю суверенною територією.        |                      |
| Північний Кіпр               | 1983         | На північній половині острову Кіпр, заснований після її окупації турецькими військами у 1974. Республіка проголосила незалежність у 1983 та була визнана тільки Туреччиною. У 2004 Територія була юридично прийнята до ЄС як частина Республіки Кіпр, хоча фактично вона залишається за межами ЄС. - Кіпрський конфлікт | Кіпр вважає Північний Кіпр своєю суверенною територією.           |                      |
| Палестинська держава         | 1988         | Проголошена у 1988 та визнана 138 членами ООН, Ватиканом та Західною Сахарою. | Ізраїль не визнає Палестинську державу та контролює її територію. |                      |
| Південна Осетія              | 1991         | Після окупації незалежної Грузії Радянською Росією у 1921 під час громадянської війни, було створено Південноосетинську автономну область у межах радянської Грузії. Незалежність проголошено у 1991, припинення вогню відбулось у 1992. Після Російсько-грузинської війни Південну Осетію визнали Росія, Нікарагуа, Венесуела, Науру та Сирія. Офіційно визнана 5 країнами членами ООН. - Міжнародне визнання Абхазії і Південної Осетії | Грузія вважає Південну Осетію своєю суверенною територією.        |                      |
| Республіка Абхазія           | 1992         | Функціонує як самопроголошена незалежна країна. Розташована між Кавказом та Чорним морем, визнана як провінція Грузії. Після окупації незалежної Грузії Радянською Росією у 1921 під час громадянської війни, Абхазія була на короткий час формально відокремлена від Грузії, у 1931 Абхазія була знов об'єднана з Грузією на правах автономної республіки. Абхазія проголосила незалежність від Грузії у 1992, після чого розпочалась війна. Із червня 1994 триває угода про припинення вогню, Абхазія залишається поза контролем Тбілісі. Після Російсько-грузинської війни Абхазію визнали Росія, Нікарагуа, Венесуела, Науру та Сирія. Під час цієї війни під контроль Абхазії перейшла решта частини Кодорської ущелини, які Абхазія вважає своєю територією. Офіційно визнана 5 країнами членами ООН. - Міжнародне визнання Абхазії і Південної Осетії | Грузія вважає Абхазію своєю суверенною територією.                | [ 21 ] [ 22 ] [ 23 ] |
| Косово                       | 2008         | Автономна провінція Сербії, фактично функціонує незалежно від неї під керуванням адміністрації ООН з 1999. З 17 лютого 2008 року — незалежна держава, визнана 97 країнами членами ООН, а також Республікою Китай, Островами Кука та Ніуе. - Міжнародне визнання Республіки Косово | Сербія вважає Косово своєю суверенною територією.                 |                      |
| Чеченська Республіка Ічкерія | 2022         | Окупована Росією у 2000-х роках, існує уряд ЧРІ в екзилі, визнана лише одним членом ООН — Україною | Росія вважає ЧРІ своєю територією                                 |                      |

### Визнані лише не членами ООН
| Назва         | Проголошення | Статус | Визнання | Незгідні                                                  | Посилання     |
| ------------- | ------------ | --- | --- | --------------------------------------------------------- | ------------- |
| Придністров'я | 1990         | Частина Молдови на схід від ріки Дністер. З 1990 самопроголошена та більш-менш функціонуюча держава, не визнана жодною країною світу. | Визнана лише Абхазією та Південною Осетією.                                                                                     | Молдова вважає Придністров'я своєю суверенною територією. | [ 26 ]        |
| Сомаліленд    | 1991         | Сомаліленд проголосив про свою незалежність від Сомалі в 1991 році. Він стверджує, що він є правонаступником держави Сомаліленд, короткочасної суверенної держави, яка існувала з 26 червня 1960 року (коли Британський протекторат Сомаліленду отримав повну незалежність від Сполученого Королівства) до 1 липня 1960 року (Коли Сомаліленд об'єднався з Сомалі для формування Сомалійської республіки). Сомаліленд на міжнародному рівні визнаний автономним регіоном Сомалі. | Офіційно не визнаний жодною державою, хоча підтримує неофіційні відносини з кількома державами-членами ООН і Республікою Китай. | Сомалі вважає Сомаліленд своєю суверенною територією.     | [ 29 ] [ 30 ] |

### Колишні обмежено визнані держави
- Нагірно-Карабаська Республіка або Республіка Арцах — невизнана держава на території Азербайджану, що існувала з 2 вересня 1991 до жовтня 2023 року.